# Корсунов, Владимир Михайлович
Владимир Михайлович Корсунов (20 августа 1941 года, с. Отрадо-Кубанское, Гулькевичский район, Краснодарский край, СССР — 23 мая 2008 года, Улан-Удэ, Республика Бурятия, Россия) — советский и российский почвовед, специалист в области генезиса, географии и экологии почв, член-корреспондент РАН (2000).

## Биография
Родился 20 августа 1941 года в с. Отрадо-Кубанское Гулькевичского района Краснодарского края в семье сельского служащего.
В 1961 году — окончил Григориполисский сельскохозяйственный техникум Ставропольского края, параллельно заочно учился в Кубанском сельскохозяйственном институте.
В 1966 году — окончил биолого-почвенный факультет МГУ.
Окончил аспирантуру Биологического института СО РАН, а в 1970 году — защитил кандидатскую диссертацию, тема: «Генетические особенности глубокоопозоленных почв черневой тайги Салаирского кряжа и некоторые элементы современного почвообразования в них».
С 1974 по 1986 годы (по приглашению академика А. Б. Жукова, директора Института леса и древесины имени В. Н. Сукачева СО АН СССР) — работал заведующим лабораторией лесного почвоведения этого института.
В 1985 году — защитил докторскую диссертацию.
С 1986 по 2007 годы — директор Бурятского института биологии СО РАН, позже переименованного в Институт общей и экспериментальной биологии СО РАН.
В 2000 году — избран членом-корреспондентом РАН.
Умер 23 мая 2008 года в Улан-Удэ.

## Научная деятельность
Специалист в области лесного почвоведения.
Основные направления научных исследований: генезис, география и экология почв, разработка методов рационального использования и охраны почвенного покрова.
Вел исследования, посвященные вопросам экологии и генезиса почв Сибири, дал эколого-географический и генетический анализ зональным лесным почвам, внес существенный вклад в развитие генетического почвообразования Сибири, выявив специфику таёжного почвообразования.
Автор и соавтор более чем 200 научных работ, в том числе 25 коллективные монографии.
Создатель и руководитель кафедры почвоведения и экспериментальной биологии на биолого-географическом факультете Бурятского государственного университета.
Под его руководством защищено 14 кандидатских и 5 докторских диссертации.

## Награды
- Медаль ордена «За заслуги перед Отечеством» II степени (2007)[3]
- Заслуженный деятель науки Российской Федерации
- Заслуженный деятель науки Республики Бурятия
- Почётный гражданин Республики Бурятия
- Почётный гражданин Республики Саха (Якутия)
- Государственная премия Республики Бурятия в области науки и техники